# Genki Ōmae
Genki Ōmae (大前 元紀?, Ōmae Genki; Yokohama, 10 dicembre 1989) è un calciatore giapponese, attaccante del Nankatsu SC.

## Palmarès

### Individuale
- Capocannoniere della J2 League: 1

2018 (24 gol)